# Capacho Viejo
Capacho Viejo é uma cidade venezuelana, capital do município de Libertad (Táchira).